# Charles Kovacs
Karl Kovacs (Bécs, 1907. február 8. – Edinburgh, 2001. szeptember) Waldorf-pedagógus, író, antropozófus.
Miskolcról származó nagyszülei az 1890-es években költöztek Bécsbe.

## Élete

### Ausztria
Öccse, Erwin 1909-ben született. Anyjuktól tanultak zongorázni. Apjuk hirtelen halála után Badenbe költöztek, egy nagybátyjukhoz.
A gyermek Karl gyorsan megtanult angolul olvasni. A rajzolás és a festészet nagyon érdekelte, maga is gyakorolta. Később Friedrich Thetter professzortól tanult, aki antropozófus volt, így az Goethe és Rudolf Steiner filozófiájába is beavatta. A fiatal Karl tagja lett az Osztrák Antropozófiai Társaságnak.
1925-ben, iskolái végeztével egy könyvesboltban dolgozott. Később, kamatoztatván képességeit, dzsessz-zongoristaként is elhelyezkedett.
Az Anschluss után, 1938-ban fivérével elhagyta Ausztriát. Erwin Kínába, Karl Kenyába ment.

### Afrika
Egy farmon dolgozott, de festői tevékenységét sem hagyta abba. Nairobiban antropozófiai csoportot alapított. Felvette az angol állampolgárságot, és csatlakozott a British Army egyiptomi kötelékéhez. Szabadulása után, Kairóban az ősi egyiptomi kultúrát tanulmányozta.

### Nagy-Britannia
1948-ban meghívásra Nagy-Britanniában telepedett le. Ott ismerkedett meg későbbi feleségével, Dorával.
1950 újévkor Karl - Charles - már Londonban, a Rudolf Steiner House-ban tartott nagy sikerű előadást The Problem of Evil címen. Csoportot vezetett, előadásokat tartott, Steiner műveit fordította angolra.
1957 elején Edinburghba költöztek, ahol Charles a Rudolf Steiner School-ban kezdett tanítani. 1976-ban vonult nyugdíjba.
Élete utolsó évtizedében otthonához kötötten, felesége ápolta.

## Főbb művei
- Ancient Mythologies: India, Persia, Babylon, Egypt (London, 1990 és 1999); in Mitológia és történelem (Miskolc, 2004)
- Parsifal and the Search for the Grail (Edinburgh, 2002)
- The Age of Revolution (Edinburgh, 2003); in A forradalmak kora (Miskolc, 2013)
- The Age of Discovery (Edinburgh, 2004); in A felfedezések kora (Miskolc, 2009)
- Ancient Greece (Edinburgh, 2004); in Mitológia és történelem (Miskolc, 2004)
- Ancient Rome (Edinburgh, 2005)
- Botany (Edinburgh, 2005)
- Muscles and Bones (Edinburgh, 2006)
- The Spiritual Background to Christian Festivals (Edinburgh, 2007)
- The Human Being and the Animal World (várható megjelenés 2008 júniusában)

## Magyarul
- Görög mitológia és történelem. Olvasókönyv 11 éveseknek; ford. Tolnai Antal; Miskolci Waldorf Pedagógiai Alapítvány, Miskolc, 1998
- Mitológia és történelem. Olvasókönyv 11 éveseknek; ford. Tolnai Antal; 2. bőv. kiad.; Miskolci Waldorf Pedagógiai Alapítvány, Miskolc, 2004
- A felfedezések kora. Olvasókönyv hetedik osztályosoknak. Történelmi olvasókönyv 13 éveseknek; ford. Tolnai Antal; "Török Sándor" Waldorf Pedagógiai Alapítvány, Solymár, 2009 (Waldorf könyvek)
- A forradalmak kora. Olvasókönyv nyolcadik osztályosoknak; ford. Tolnai Antal; Miskolci Waldorf Pedagógia Alapítvány, Miskolc, 2013 (Waldorf könyvek)